# 아나테마

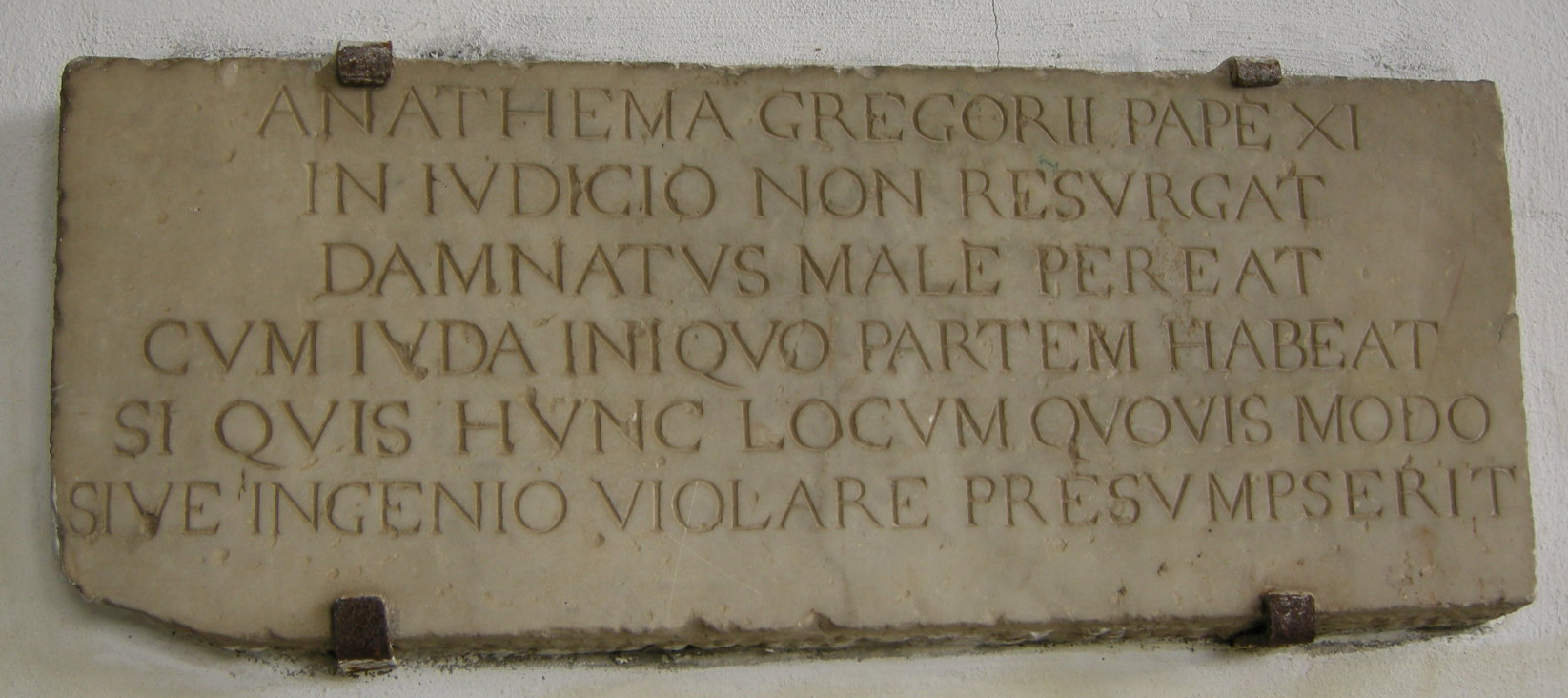
교황 그레고리오 11세에 의해 저주의 의미로 사용된 아나테마

아나테마(anathema)는 일반적인 의미로는 혐오 취급을 받거나 회피를 받는 무언가를 뜻을 뜻한다. 그 밖의 주된 의미는 (교회의 준엄한 단죄가 곁들어진) 영구파문을 뜻한다. 후자의 의미는 기독교적 의미로 신약성경의 용례에 기반을 둔다. 구약성경에서 아나테마는 희생물을 위해 따로 떼어둔 창조물이나 물건이었으며 이러한 이유로 일상적인 용례에서는 제외되었으며 파괴 대신 운명으로 받아들여졌다.

## 같이 보기
- 파문
- 도편 추방